# RenovatioCMS

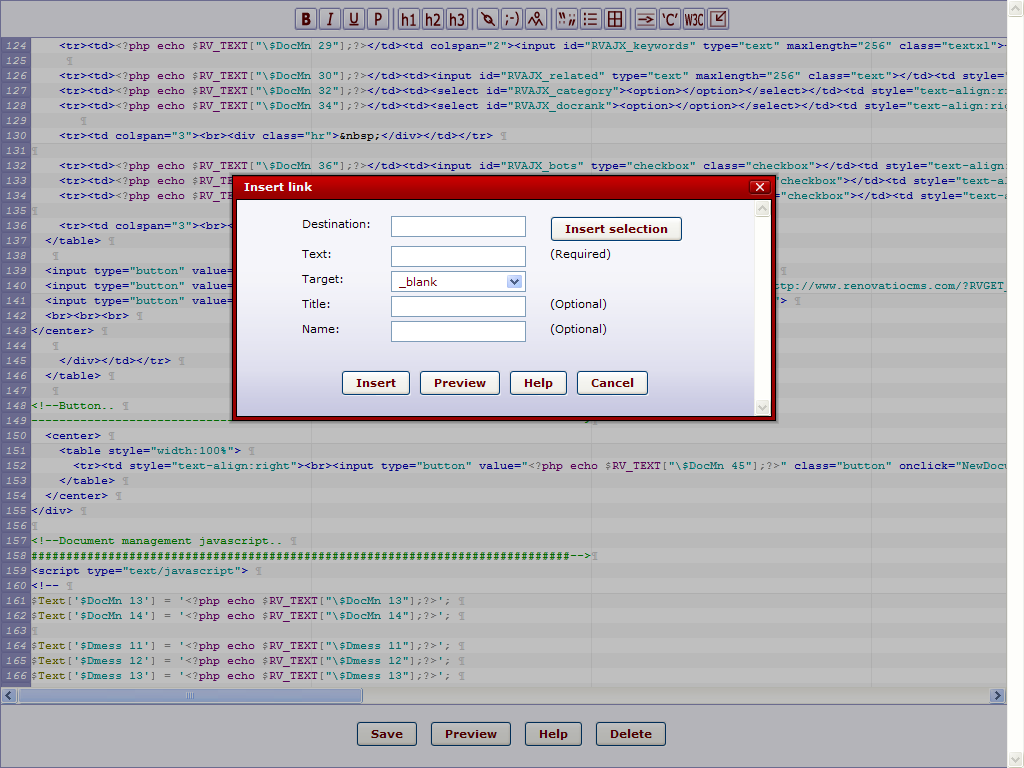
RenovatioCMS RVCodeEditor

RenovatioCMS (Renovatio CMS) is een opensource-CMS. Het is een softwaretoepassing die het mogelijk maakt eenvoudig documenten en andere gegevens op het internet te publiceren (content management). De voornaamste functionaliteit van RenovatioCMS is dat gegevens zonder opmaak via een tekstverwerkingsprogramma kunnen worden ingevoerd, terwijl deze met opmaak worden gepresenteerd aan bezoekers. Dit gebeurt door toepassing van skins of sjablonen.

## Belangrijke eigenschappen
Het webgebaseerde tekstverwerkingsprogramma dat met RenovatioCMS is meegeleverd (RVCodeEditor), beschikt niet over "what you see is what you get" functionaliteit. In plaats daarvan is ervoor gekozen om broncode herkenning in te bouwen. De RVCodeEditor herkent de talen PHP, SQL, HTML, CSS en JavaScript. Met behulp van deze editor kan de inhoud van een pagina bewerkt worden. Naar deze inhoud wordt gerefereerd als het document. De uiteindelijke gegevens die de bezoeker van de website bereiken bevatten naast het document ook nog het loginsysteem en het menu. Samen met een grafische schil vormt dit de pagina. De website ten slotte is de verzameling van alle beschikbare pagina's op een domein.
Hoewel in een document standaard HTML gebruikt wordt, kan een gebruiker met enige ervaring ook gebruikmaken van andere webtalen. Wanneer iemand de website bezoekt en de betreffende pagina wordt opgevraagd, zal het document uit de database worden geladen en worden uitgevoerd alsof het een normaal *.php-bestand is. Zodoende kunnen ook interactieve documenten gemaakt worden. Zo is de pagina waarmee documenten beheerd kunnen worden, zelf ook een document. Voor gebruikers met minder rechten is de RVCodeEditor ook in afgeslankte form beschikbaar. Deze afgeslankte vorm ondersteunt alleen de opmaaktaal UBB. UBB is een versimpelde vorm van HTML en wordt veel op fora en gastenboeken gebruikt.
Verder beschikt RenovatioCMS niet over een speciaal beheerpaneel. Voor het beheer van bijvoorbeeld het menu, de accounts of de talen, worden gewone documenten gebruikt, vaak met veel toepassing van AJAX. De gebruiker kan deze documenten ook zelf aanpassen en beheren. Daarnaast is het beheermenu onderdeel van het gewone menu, met als verschil dat bezoekers zonder beheerdersrechten deze niet kunnen zien.

## Systeemvereisten
RenovatioCMS is ontwikkeld voor Apache webservers met ondersteuning voor de talen SQL en PHP (LAMP of WAMP servers). Aan de client kant (niet de webserver, maar de pc van de bezoeker of gebruiker), wordt gebruikgemaakt van de talen HTML, CSS en JavaScript. Ook worden technieken als AJAX, SJAX en JSON veelvuldig gebruikt. Hoewel in principe iedere (moderne) browser geschikt is (behalve Internet Explorer 6), wordt er in de aangeboden handleidingen en documentatie van uitgegaan dat de gebruiker Firefox gebruikt, in combinatie met plugins zoals FireFTP en FireBug. Dit is voornamelijk omdat Firefox platform onafhankelijk is.